# Mirzapur (distrikt)
Mirzapur är ett distrikt i den indiska delstaten Uttar Pradesh, och hade 2 116 042 invånare år 2001 på en yta av 4 522 km². Det gör en befolkningsdensitet på 467,9 inv/km². Den administrativa huvudorten är staden Mirzapur-cum-Vindhyāchal. De största religionerna är hinduism (92,30 %) och islam (7,48 %).

## Administrativ indelning
Distriktet är indelat i fyra kommunliknande enheter, tehsils:
- Chunar, Lalganj, Marihan, Mirzapur

## Städer
Distriktets städer är huvudorten Mirzapur-cum-Vindhyāchal samt Ahraura, Bakiabad, Bharuhana, Chunar och Kachhwa.
Urbaniseringsgraden låg på 13,54 procent år 2001.